# Godzilla Trading Battle
Godzilla Trading Battle (ゴジラ トレーディングバトル?, Gojira Torēdingu Batoru) è un videogioco d'azione per PlayStation pubblicato esclusivamente in Giappone nel 1998 dalla Toho Co., Ltd. Il videogioco ha come protagonisti quasi tutti i kaijū della Toho, oltre che sei nuovi mostri creati appositamente per questo titolo: Balkzardan, Jyarumu, Razin, Barugaron, Shiigan e Vagnosaurus.